# Eko Fresh

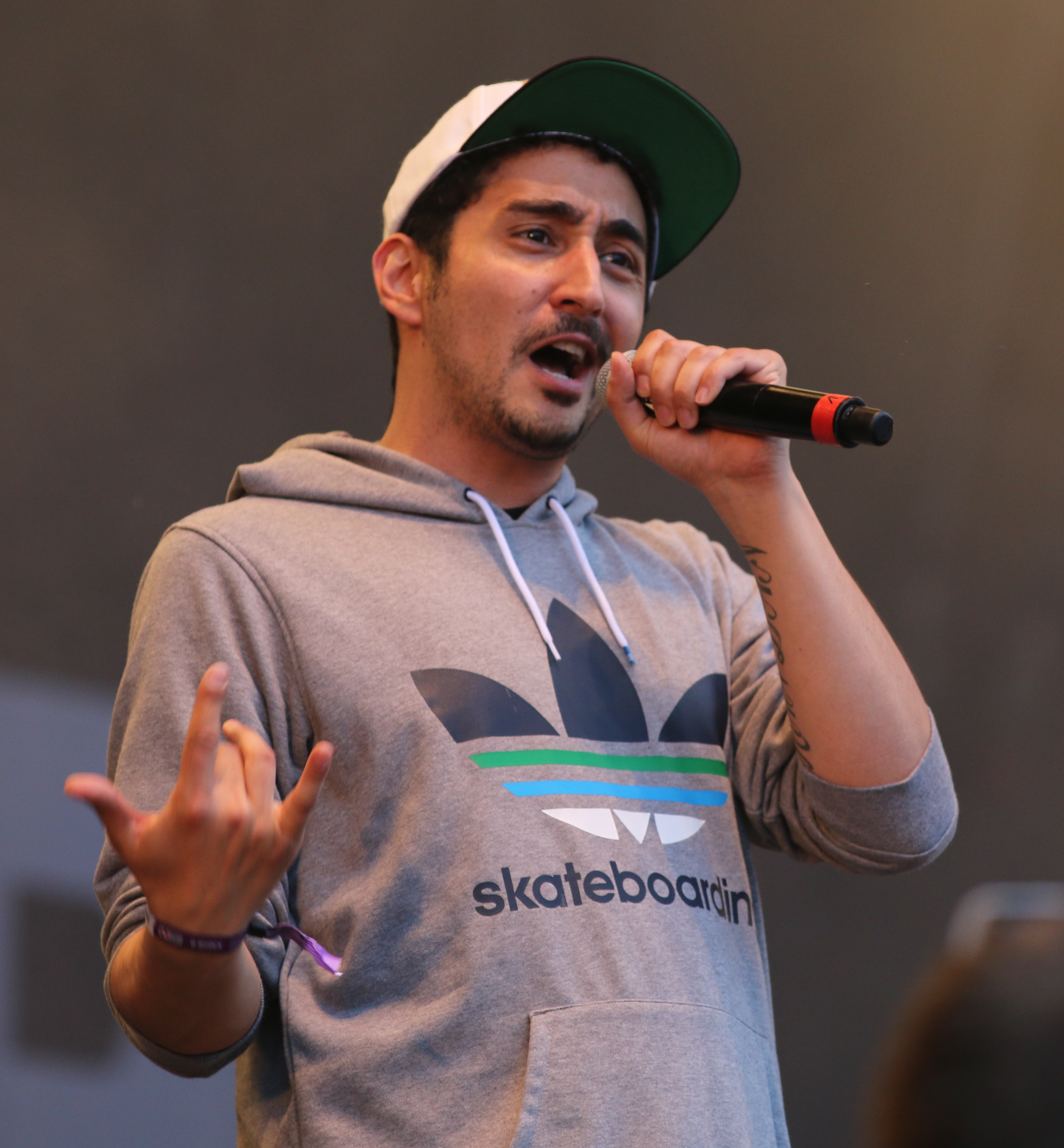
Eko Fresh (2015)

Eko Fresh (* 3. September 1983 in Köln; bürgerlich Ekrem Bora) ist ein deutscher Rapper und Schauspieler. Er ist Inhaber des Independent-Labels German Dream.

## Leben

### Herkunft und Familie
Eko Fresh wurde als Sohn türkischstämmiger Eltern in Köln geboren 
und wuchs bei seiner alleinerziehenden Mutter in Mönchengladbach und im Kölner Stadtteil Kalk auf. Sein Großvater mütterlicherseits migrierte aus der türkischen Provinzhauptstadt Sivas nach Lemgo und war Gastarbeiter. Seine Mutter, die auch kurdische Wurzeln hat, wuchs währenddessen in der Türkei auf und zog später als Minderjährige nach Deutschland, wo sie keine Schule besuchte, sondern direkt in einer Papierfabrik arbeitete. Sein Vater, der türkische Musiker Nedim Hazar (geboren 1960), kam 1980 als politischer Flüchtling nach Deutschland, wo er mit Ekos Mutter zusammenkam.
Im Januar 2016 heiratete Fresh seine Freundin, Model, und Sängerin Sarah Bora. Sie bekamen im Juni desselben Jahres einen Sohn.

### Anfänge und Optik Records (1999–2003)
Im Alter von 15 Jahren begann Fresh mit dem Rappen. Zwei Jahre später lernte er den Rapper Kool Savas kennen, der ihn nach Berlin einlud. Im Dezember 2001 veröffentlichte Fresh seine erste EP Jetzt kommen wir auf die Sachen, die von Savas’ Produzentin Melbeatz über das Label Royal Bunker produziert wurde. Gleichzeitig steuerte er zu dem Track Hooo der Kool-Savas-Single Haus und Boot einen Gastbeitrag bei und wurde zu seinem festen Back-Up-MC. Im Jahr 2002 unterschrieb Fresh bei Savas’ neu gegründetem Label Optik Records einen Vertrag und war im Anschluss mit mehreren Gastbeiträgen auf Kool Savas Debütalbum Der beste Tag meines Lebens, der gleichnamigen Single und dem Sampler Optische Elemente vertreten. Zudem veröffentlichte Eko Fresh am 7. Juli 2003 die Maxi-Single König von Deutschland, die Platz 15 der deutschen Singlecharts erreichte. Wegen interner Differenzen verließ er danach das Label. Im November erschien Eko Freshs Debütalbum Ich bin jung und brauche das Geld, das sich auf Rang 16 der deutschen Albumcharts platzieren konnte. In den Single-Charts erreichte die gleichnamige Singleauskopplung Platz fünf. Anschließend wurde Thomas Stein, der damalige Chefmanager von BMG, auf Fresh aufmerksam und beauftragte ihn als Songwriter für die Sängerin Yvonne Catterfeld. Ein von Fresh als Co-Autor geschriebenes Lied erschien im Januar 2004 als Single unter dem Titel Du hast mein Herz gebrochen und erreichte sofort Platz 1 der deutschen Single-Charts. Mit König von Deutschland wurde er bei der Echoverleihung 2004 für den Musikpreis Echo in der Kategorie Newcomer-Video National nominiert. Im Verlaufe des Jahres folgte eine Comet-Nominierung als Newcomer National.
Im selben Jahr veröffentlichte Fresh mit seiner Freundin und Sängerin Valezka das Album L.O.V.E., das eher dem Musikgenre R’n’B zuzuordnen ist. 
Mit der auf Platz 16 verzeichneten Single L.O.V.E. konnte er zwar einen weiteren Erfolg einfahren, jedoch platzierte sich das Album auf Platz 54 und sorgte in der deutschen Hip-Hop-Szene, insbesondere aus dem Umfeld seines ehemaligen Mentors Kool Savas, aufgrund seiner Mainstream-Ausrichtung für Kritik. Gemeinsam mit dem Rapper Azra veröffentlichte er das Album Dünya Dönüyor – Die Welt dreht sich über sein altes Label Royal Bunker, mit dem er einen Charteinstieg jedoch verfehlte.
Gleichzeitig gründete Fresh ein eigenes Plattenlabel German Dream Entertainment, bei dem auch andere Rapper unter Vertrag genommen wurden. Kay One, der 2007 zu ersguterjunge wechselte, stand für kurze Zeit ebenfalls bei German Dream unter Vertrag. Später wurde das Label in German Dream Evangelium umbenannt.
Ende 2004 veröffentlichte Fresh mit Die Abrechnung einen musikalischen Rundumschlag, in dem er Akteure der deutschen Rapszene wie Bushido, MC Rene, die Aggro-Berlin-Rapper Fler, B-Tight und Sido, vor allem aber seinen ehemaligen Labelchef Kool Savas verbal anging. Nachdem Fler und B-Tight mit dem Titel Du Opfer antworteten, ließ Fresh gemeinsam mit Bushido einen weiteren Titel folgen. Im Februar 2005 veröffentlichte Kool Savas derweil seine Antwort Das Urteil.
Beim Myfest 2005 in Berlin-Kreuzberg wurde Fresh von einem Zuschauer mit einer Bierflasche getroffen und erlitt eine Platzwunde. Im Herbst 2005 erlitt er nach einer Auseinandersetzung mit einem Kool-Savas-Fan in Bielefeld einen Lungenriss, der stationär im Krankenhaus behandelt werden musste.

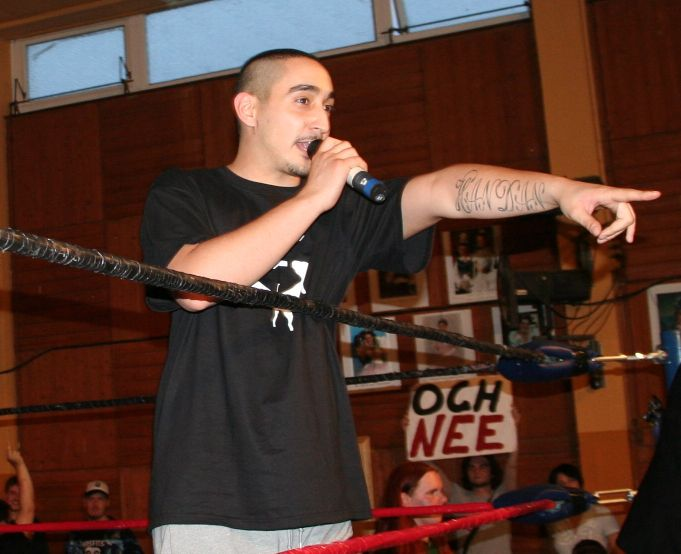
Eko Fresh (2007)

Ab 2006 war Fresh auf mehreren Veröffentlichungen Bushidos und den Samplern Nemesis und Vendetta von dessen Label ersguterjunge vertreten. Am 2. Juni 2006 veröffentlichte er die Single Gheddo, auf der Bushido einen Gastauftritt hat. Mit Platz 15 verzeichnete sie Freshs höchste Chartplatzierung seit drei Jahren. Am 23. Juni 2006 erschien das Album Hart(z) IV. Auf dem Turkish Remiks der Single rappt er das zweite Mal nach dem Album Dünya Dönüyor auf Türkisch. Im Dezember 2006 unterzeichnete er schließlich einen Vertrag mit Ersguterjunge. Er hatte 2007 mehrere Auftritte in der deutschen Wrestling-Liga German Stampede Wrestling als Manager von Murat Bosporus und schrieb auch dessen Einlaufmusik. 
Im Januar 2008 bestritt er einen Kampf gegen den Wrestler Eric Schwarz. Diesen verlor Fresh durch K. o. Murat Bosporus spielte daraufhin im Musikvideo zu Freshs gemeinsam mit Bushido aufgenommener Single Ring frei, die Ende 2007 Platz 64 der Single-Charts erreichte. Das gleichzeitig veröffentlichte Soloalbum Ekaveli erreichte Platz 100 der deutschen Album-Charts.

### Zurück zu den Wurzeln (seit 2009)
Im August 2009 veröffentlichte Fresh die EP Jetzt kommen wir wieder auf die Sachen, die fünf Songs sowie einen Gastbeitrag von Farid Bang enthält. Der Titel sowie das Cover war deutlich an seiner ersten Veröffentlichung, der Jetzt kommen wir auf die Sachen-EP aus dem Jahr 2001 angelehnt. Laut eigenen Angaben wollte er damit einen Schritt zurück zu seinen Wurzeln machen. So ist auch der Song Bitte Spitte 2010 mit Farid Bang auf dem Tonträger, der den Nachfolger zum 2003 veröffentlichten Lied Bitte Spitte, damals mit Kool Savas, darstellt.
Am 25. Juni 2010 erschien sein viertes Soloalbum Was kostet die Welt?, vorab wurde die Doppelsingle Königin der Nacht/Arschloch ausgekoppelt. Auf dem Album sind Gastbeiträge von G-Style, Stefan Lust, Farid Bang, Sentino, CJ Taylor, Summer Cem, Cetin, Bass Sultan Hengzt und Ado Kojo enthalten. Der Tonträger erreichte Platz 36 der deutschen Albencharts. Im Oktober erschien das Mixtape Freezy Bumaye 1.0 – Es kann nur einen geben. Darauf rappt Fresh ausschließlich auf bereits verwendete US-Beats. Die Auflage des Mixtapes war auf 777 Stück limitiert. Features stammten von Sentino, Ado Kojo, Farid Bang, Summer Cem, Ali A$, Pretty Mo, Money Boy und Hakan Abi. Zwei Monate später erschien der zweite Teil der Freezy-Bumaye-Reihe, diesmal mit dem Untertitel Es war alles meine Idee. Zum Mixtape wurden zwei Videos zu Hey! und Kai Ebel Style ausgekoppelt. Am 2. September 2011 veröffentlichte er sein fünftes Soloalbum Ekrem, das auf Platz fünf der deutschen Charts einstieg. In der Schweiz erreichte das Album Platz 15 und in Österreich Platz 33. Er engagierte sich im Jahr 2011 für das soziale Projekt „Von der Straße ins Studio“ (VDSIS).
Mit dem im August 2012 veröffentlichten Doppelalbum Ek to the Roots gelang ihm der Einstieg auf Platz 3 der Albumcharts. Im August 2013 erschien sein siebtes Soloalbum Eksodus, mit dem Fresh zum ersten Mal Platz 1 der deutschen Charts erreichte. 2014 war er auf dem Cover der Juice und brachte die Juice-EP 1000 Bars heraus. Charles Rettinghaus, unter anderem Synchronsprecher von Vin Diesel und Jean-Claude Van Damme, führt mit Skits von Lied zu Lied. Im Juli 2014 hat Fresh beim neuen Label Punchline Records unterschrieben. Gegründet wurde es vom Musikvertrieb Groove Attack und dem Aggro Berlin-Mitbegründer Spaiche.
Am 14. November 2014 wurde das achte Studioalbum Deutscher Traum, das Rang 6 der deutschen Charts erreichte, veröffentlicht.
Nach den sexuellen Übergriffen in der Silvesternacht 2015/16 veröffentlichte der Kölner Rapper das Lied Domplatten Massaker. Am 22. April 2016 erschien das neunte Soloalbum Freezy. Das Album stieg auf Platz 4 in die deutschen Albumcharts ein.
Freshs zehntes Soloalbum König von Deutschland wurde am 22. September 2017 veröffentlicht. Im Juli 2018 erschien der Song Aber, in dem Fresh den Schauspielern Patrick Mölleken und Yunus Cumartpay seine Stimme leiht und sie über die Ressentiments rappen, die rechtsextreme Deutsche und Migranten gegeneinander haben und er anschließend ausgleichend Stellung bezieht. Das Video erzielte auf YouTube über elf Millionen Klicks. 2021 wirkte er zusammen mit dem Rapper MoTrip beim Album Krone der Schöpfung der Prinzen bei einer neuen Version des Hits Millionär mit.

## Sonstiges
- Fresh ist auch als Songwriter tätig. Darüber hinaus gab es eine Single mit den englischsprachigen Rappern Xzibit und Raptile, bei der er (allerdings nur auf der deutschen Veröffentlichung) mit seiner Gruppe Anti Garanti (Eko Fresh & Summer Cem) mitwirkte. Die Single heißt Make Y’all Bounce.
- Bei der TV-total-Autoball-Europameisterschaft 2012 trat Fresh für die Türkei an. Da er zu diesem Zeitpunkt über keine Fahrpraxis verfügte, fuhr er beim ersten Spiel mit ca. 30 km/h in eine Bande und betrieb während der Veranstaltung über einen längeren Zeitraum die Scheibenwischer seines Wagens. Die Zuschauer initiierten daraufhin die La Ola im Takt der Scheibenwischer. In den Jahren 2014 und 2022 trat er erneut bei der TV-total-Autoball-Weltmeisterschaft an. 2022 konnte er erstmals ein Spiel gewinnen.
- In Kooperation mit dem Hersteller ICY BOX entwickelte Fresh ein eigenes Kopfhörermodell, das am 31. Oktober 2012 auf den Markt gebracht wurde.[23]
- 2015 war Fresh an der Seite von Kostja Ullmann und Kida Ramadan in der deutschen Komödie 3 Türken und ein Baby zu sehen.
- 2017 und 2019 trat er in der Kochshow Grill den Henssler bei VOX an. Im Dezember 2018 besiegte er in der ProSieben-Show Schlag den Star Sarah Lombardi und gewann 100.000 Euro.[24]
- Im Januar 2020 beteiligte sich Fresh in Köln an einem Startup mit dem Namen Liefertuete.de, einem Lieferdienst für Kioskartikel.[25]
- Im Mai 2020 nahm er am Free European Song Contest für die Türkei teil und belegte den 6. Platz. Im November 2020 war er der erste Gast von Zu Gast bei Sallys Welt!, einem neuen Format von Sallys Welt.
- Von November bis Dezember 2024 nahm er als Willi Weihnacht, anfangs Willi W, an The Masked Singer teil. Er kam dabei bis in die Final-Show und belegte den 4. Platz, hinter Mandy Capristo, Joris und Loi.
- Beim Eurovision Song Contest 2025 war er Mitglied der deutschen Jury.[26]

## Auszeichnungen
- Juice-Awards 2002: „Bester Newcomer“
- Juice-Awards 2003: „Bester Newcomer“
- Bravo Otto 2003: „Hip-Hop National“
- Hiphop.de Awards 2007: „Beste Single Deutsch“ für Ring frei (feat. Bushido)[27]
- Hiphop.de Awards 2009: „Beste Single National“ für Jetzt kommen wir wieder auf die Sachen[28]
- Hiphop.de Awards 2010: „Bester Promo-Stunt“ für Swagger Like Moi mit Money Boy[29]
- Webvideopreis Deutschland 2018: „Sonderpreis für gesellschaftliche Verantwortung“ für Aber[30]
- 2022 Ohrenorden der Bürgergesellschaft Köln von 1863 für sein soziales Engagement[31]
- Hiphop.de Awards 2023: „Lebenswerk“[32]
- Ehrenpreis des Holger-Czukay-Preis für Popmusik der Stadt Köln, 2024[33]

## Diskografie
Studioalben

| Jahr | Titel Musiklabel                                        | Höchstplatzierung, Gesamtwochen, AuszeichnungChartplatzierungen (Jahr, Titel, Musiklabel, Platzierungen, Wochen, Auszeichnungen, Anmerkungen) | Höchstplatzierung, Gesamtwochen, AuszeichnungChartplatzierungen (Jahr, Titel, Musiklabel, Platzierungen, Wochen, Auszeichnungen, Anmerkungen) | Höchstplatzierung, Gesamtwochen, AuszeichnungChartplatzierungen (Jahr, Titel, Musiklabel, Platzierungen, Wochen, Auszeichnungen, Anmerkungen) | Anmerkungen                              |
| Jahr | Titel Musiklabel                                        | DE | AT | CH | Anmerkungen                              |
| ---- | ------------------------------------------------------- | --- | --- | --- | ---------------------------------------- |
| 2003 | Ich bin jung und brauche das Geld Subword Records (BMG) | DE16 (7 Wo.)DE | — | — | Erstveröffentlichung: 3. November 2003   |
| 2006 | Hart(z) IV Subword Records (Sony BMG)                   | DE24 (8 Wo.)DE | AT70 (1 Wo.)AT | — | Erstveröffentlichung: 23. Juni 2006      |
| 2007 | Ekaveli Ersguterjunge (Sony BMG)                        | DE100 (1 Wo.)DE | — | — | Erstveröffentlichung: 23. November 2007  |
| 2010 | Was kostet die Welt? 313 Music (Sony)                   | DE36 (1 Wo.)DE | — | CH97 (1 Wo.)CH | Erstveröffentlichung: 25. Juni 2010      |
| 2011 | Ekrem Seven Days Music (Sony)                           | DE5 (2 Wo.)DE | AT33 (1 Wo.)AT | CH15 (3 Wo.)CH | Erstveröffentlichung: 2. September 2011  |
| 2012 | Ek to the Roots Seven Days Music (Sony)                 | DE3 (3 Wo.)DE | AT10 (2 Wo.)AT | CH4 (3 Wo.)CH | Erstveröffentlichung: 31. August 2012    |
| 2013 | Eksodus Seven Days Music (Sony)                         | DE1 (4 Wo.)DE | AT6 (3 Wo.)AT | CH2 (5 Wo.)CH | Erstveröffentlichung: 23. August 2013    |
| 2014 | Deutscher Traum Punchline Records (GA)                  | DE6 (3 Wo.)DE | AT10 (2 Wo.)AT | CH7 (3 Wo.)CH | Erstveröffentlichung: 14. November 2014  |
| 2016 | Freezy Punchline Records (GA)                           | DE4 (3 Wo.)DE | AT14 (1 Wo.)AT | CH13 (2 Wo.)CH | Erstveröffentlichung: 22. April 2016     |
| 2017 | König von Deutschland German Dream Empire (Sony)        | DE4 (2 Wo.)DE | AT16 (1 Wo.)AT | CH10 (2 Wo.)CH | Erstveröffentlichung: 22. September 2017 |
| 2021 | Abi German Dream Empire (Sony)                          | DE19 (1 Wo.)DE | — | — | Erstveröffentlichung: 1. Oktober 2021    |
| 2023 | EKScalibur German Dream Empire (Sony)                   | DE57 (1 Wo.)DE | — | — | Erstveröffentlichung: 3. November 2023   |
| 2024 | Elijah Capitol Records (UMG)                            | DE22 (1 Wo.)DE | — | — | Erstveröffentlichung: 8. August 2024     |

## Filmografie
- 2014–2017: Blockbustaz (Fernsehserie)
- 2015: 3 Türken und ein Baby
- 2015: Im Knast (Fernsehserie, 2 Folgen)
- 2015: Blacktape (Dokumentarfilm)
- 2016: Alarm für Cobra 11 (Fernsehserie)
- 2017: Der Lehrer (Fernsehserie)
- 2017: Nachtschicht – Ladies First (Fernsehserie)
- 2018: Entdecke die Mandy in dir (Fernsehfilm)
- 2018: Verpiss dich, Schneewittchen (Kinofilm)
- 2018: Amokspiel (Fernsehfilm)
- 2019: Die Martina Hill Show (Comedy-Show)
- 2020: Binge Reloaded (Comedy-Show)
- 2021: Was ist deutsch? (Dokumentation, ZDF)
- 2021: Comedy Märchenstunde (Comedy-Show, Sat.1)[34]
- 2022: Die Glücksspieler (Fernsehserie)
- 2023: Rentnercops (Fernsehserie)
- 2023: Doggy Style (Synchronstimme für Film)
- 2023: Kannawoniwasein! (Kinofilm)
- 2023: Neue Geschichten vom Pumuckl (Serie, RTL+, Paketbote)
- 2024: The Masked Singer (Fernsehshow)
- 2025: Die Kinderschwindlerin (Fernsehfilm)

## Hörspiele und Podcasts
- 2018/2019: Edgar Linscheid und Stuart Kummer: Caiman Club – Regie: Stuart Kummer (WDR)[35]
- 2021: Edgar Linscheid und Stuart Kummer: Murat & Costa: Aufpassen! (WDR)[36]
- 2022: Fresh Family (COSMO / ARD)[37]